# 横田真人 (陸上選手)
横田 真人（よこた まさと、1987年11月19日 - ）は、日本の元陸上競技選手。専門は中距離種目。
東京都港区生まれ、渋谷区広尾育ち。日本女子大学附属豊明幼稚園、立教小学校、立教池袋中学校・高等学校、慶應義塾大学総合政策学部卒業。富士通所属。男子800メートル競走元日本記録保持者。現在はTWOLAPS TC 代表兼コーチを務めている。

## 経歴
日本選手権男子800mにおいて6度の優勝を誇る、日本のトップアスリート。立教池袋中学校在学時に陸上競技を始めたが本格的に部に所属したのは高校に入学してからである。なお同校陸上部の先輩には元フジテレビアナウンサーの川端健嗣やNHKの中山準之助がおり現在まで親交が続く出会いもあった。2005年立教池袋高等学校3年時、千葉インターハイ800mで優勝、岡山国体少年A800mでは1分49秒81の大会新記録で優勝を飾る。
2006年、慶應義塾大学総合政策学部入学の後、関東インカレ800m2位、日本インカレ800m優勝、そして日本選手権800m優勝と好成績を重ねる。7月に中国・マカオで開催されたアジアジュニア800m日本代表に選出され、ここでも優勝を飾った。8月に北京で開催された世界ジュニア800m日本代表にも選出されたが、準決勝2組4着で決勝進出はならなかった。2007年関東インカレ800m4位の後、日本インカレ800mは転倒し準決勝敗退となったが、日本選手権800mでは2年連続優勝を飾った。この後大阪で開催された世界陸上競技選手権大会大阪大会の800m日本代表に選出された。この大阪大会では1次予選7着となり準決勝進出はならなかったが、この時の1分47秒16の記録は北京オリンピックの800m参加標準記録B（1分47秒60）を満たすものであった。
2008年カタールで開催されたアジア室内選手権800mでは3位となった。3連覇を目指した日本選手権800mでは口野武史（日本体育大学）と僅差の2位となり、北京オリンピック日本代表入りはならなかった。2009年度は慶應義塾大学競走部主将を務めた。関東インカレ800mではギタウ・ダニエルに敗れたものの、日本選手権800mでは3度目の優勝を果たした。続くベオグラードで開催された第25回ユニバーシアードでは800m決勝で4位となった。2009年10月18日、日本体育大学最終フィールド競技会800mにおいて1分46秒16を記録し、小野友誠が保持していた日本記録を15年ぶりに0秒02更新した。同年11月、中国・広州で開催されたアジア選手権800m決勝では5位の成績を残した。
2010年富士通に入社後、5月第52回東日本実業団陸上競技選手権大会800mで大会新記録を樹立し優勝。6月日本選手権800mではラスト300mから抜け出し後続を突き放すレースを見せ、連覇を飾った。2012年、大邱国際陸上にて1分46秒18を記録しロンドンオリンピック参加標準を突破、その後、日本選手権にて４連覇、自身6度目の優勝を飾り、同種目日本人として44年ぶりのオリンピック代表選手となる。ロンドンオリンピックでは、予選5組4着で予選敗退となった。
その後、拠点をアメリカ合衆国カリフォルニア州ロサンゼルスに移し、かつてカール・ルイスが所属したサンタモニカトラッククラブにて2年間トレーニングをした。2015年米国公認会計士試験に合格。
2016年の岩手国体を最後に現役を引退。2017年春に富士通を退社。NIKE TOKYO TCのヘッドコーチに就任した。
2017年4月号から、月刊陸上競技内で連載企画｢横田真人の800の視点｣を執筆している。

## 主な戦績
| 年   | 大会                                       | 種目 | 順位       | 記録      | 備考             |
| ---- | ------------------------------------------ | ---- | ---------- | --------- | ---------------- |
| 2003 | 第56回全国高等学校総合体育大会陸上競技大会 | 800m | 準決勝     |           |                  |
| 2004 | 第57回全国高等学校総合体育大会陸上競技大会 | 800m | 8位        |           |                  |
| 2005 | 第60回国民体育大会                         | 800m | 優勝       | 1分49秒81 | 少年A 大会新記録 |
| 2005 | 第58回全国高等学校総合体育大会陸上競技大会 | 800m | 優勝       | 1分50秒53 |                  |
| 2006 | 第85回関東学生陸上競技対校選手権大会       | 800m | 2位        | 1分48秒58 |                  |
| 2006 | 第75回日本学生陸上競技対校選手権大会       | 800m | 優勝       | 1分50秒43 |                  |
| 2006 | 第90回日本陸上競技選手権大会               | 800m | 優勝       | 1分48秒42 |                  |
| 2006 | 第12回アジアジュニア陸上競技選手権大会     | 800m | 優勝       | 1分51秒34 |                  |
| 2006 | 第11回世界ジュニア陸上競技選手権大会       | 800m | 準決勝     | 1分48秒98 |                  |
| 2007 | 第86回関東学生陸上競技対校選手権大会       | 800m | 4位        | 1分51秒99 |                  |
| 2007 | 第76回日本学生陸上競技対校選手権大会       | 800m | 準決勝     |           |                  |
| 2007 | 第91回日本陸上競技選手権大会               | 800m | 優勝       | 1分49秒51 |                  |
| 2007 | 第11回世界陸上競技選手権大会               | 800m | 予選5組7着 | 1分47秒16 |                  |
| 2008 | 第3回アジア室内陸上競技選手権大会          | 800m | 3位        | 1分49秒30 |                  |
| 2008 | 第87回関東学生陸上競技対校選手権大会       | 800m | 優勝       | 1分49秒04 |                  |
| 2008 | 第92回日本陸上競技選手権大会               | 800m | 2位        | 1分48秒95 |                  |
| 2009 | 第88回関東学生陸上競技対校選手権大会       | 800m | 2位        | 1分48秒61 |                  |
| 2009 | 第93回日本陸上競技選手権大会               | 800m | 優勝       | 1分48秒53 |                  |
| 2009 | 第25回ユニバーシアード競技大会             | 800m | 4位        | 1分48秒08 |                  |
| 2009 | 第18回アジア陸上競技選手権大会             | 800m | 5位        | 1分50秒35 |                  |
| 2010 | 国際グランプリ大阪大会                     | 800m | 優勝       | 1分47秒23 |                  |
| 2010 | 第52回東日本実業団陸上競技選手権大会       | 800m | 優勝       | 1分49秒14 | 大会新記録       |
| 2010 | 第94回日本陸上競技選手権大会               | 800m | 優勝       | 1分47秒25 |                  |
| 2010 | ナイトオブアスレチックス                   | 800m | 優勝       | 1分46秒63 | 23歳以下         |
| 2010 | 第58回全日本実業団対抗陸上競技選手権大会   | 800m | 優勝       | 1分48秒58 | 大会新記録       |
| 2010 | 第16回アジア競技大会                       | 800m | 4位        | 1分46秒48 |                  |
| 2011 | 第53回東日本実業団陸上競技選手権大会       | 400m | 3位        | 47秒67    |                  |
| 2011 | 第95回日本陸上競技選手権大会               | 800m | 優勝       | 1分47秒24 |                  |
| 2011 | 第19回アジア陸上競技選手権大会             | 800m | 4位        | 1分47秒05 |                  |
| 2011 | 第13回世界陸上競技選手権大会               | 800m | 予選2組6着 | 1分47秒60 |                  |

## 自己ベスト
- 100m 11秒48（2009年）
- 200m 22秒64（2007年）
- 400m 47秒67（2011年）
- 800m 1分46秒16（2009年)
- 1500m 3分45秒63（2012年）
- 5000m 15分37秒75（2011年）
- 10000m 33分28秒（2005年）